# Andrena foveopunctata
Andrena foveopunctata là một loài Hymenoptera trong họ Andrenidae. Loài này được Alfken mô tả khoa học năm 1932.